# Carta verde

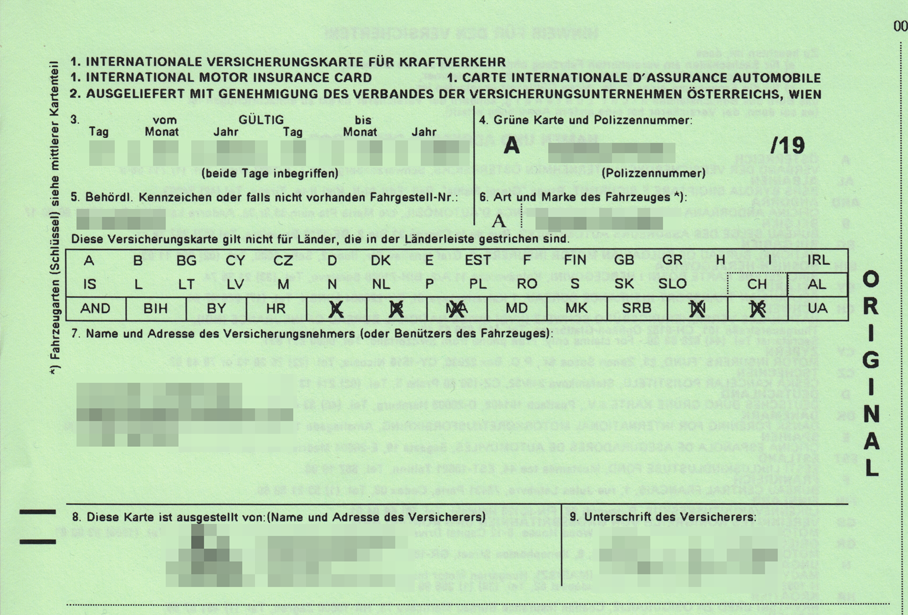
Carta verde

La Carta internazionale di assicurazione dei veicoli a motore, conosciuta anche come Certificato d'Assicurazione o Carta Verde per il fatto di essere stata stampata per molti anni comunemente su carta verde (abitudine persa durante l'epidemia di Covid-19 in Italia dato che molto spesso veniva stampata fai-da-te a casa dallo stesso cliente), è un documento assicurativo, rilasciato da tutte le assicurazioni, che attesta che un veicolo di un determinato Paese viene considerato assicurato anche all'estero.

## Descrizione
A seguito di una serie di accordi fra gli uffici di riferimento di ognuno dei paesi interessati e degli accordi internazionali fra i paesi stessi, la carta verde non è più necessaria nel caso in cui la circolazione avvenga nei paesi del seguente elenco: Andorra, Austria, Belgio, Bosnia Erzegovina, Bulgaria, Cipro, Croazia, Danimarca, Estonia, Finlandia, Francia, Germania, Grecia, Italia, Irlanda, Islanda, Lettonia, Lituania, Lussemburgo, Malta, Montenegro, Norvegia, Paesi Bassi, Polonia, Portogallo, Repubblica Ceca, Regno Unito, Repubblica Slovacca, Romania, Serbia, Slovenia, Spagna, Svezia, Svizzera, Ungheria.
È invece necessaria la carta verde per circolare nei seguenti paesi: Albania, Bielorussia, Iran, Israele, Macedonia del Nord, Marocco, Moldavia, Russia, Tunisia, Turchia, Ucraina. Occorre anche tenere in considerazione che la compagnia di assicurazione che rilascia il documento spesso non riconosce l'operatività della copertura assicurativa in qualcuno dei sopraindicati paesi; tale indicazione è manifestata attraverso la barratura della sigla del paese presente sul documento.
Il veicolo è trattato secondo la normativa assicurativa del paese estero del caso, senza costi aggiuntivi. Il proprietario del veicolo può, quindi, regolare qualsiasi impegno conseguente alla sua responsabilità civile verso terzi, per la quale è prevista l'assicurazione obbligatoria dallo stato estero stesso.